# Autódromo Juan Oria
El Autódromo Juan Oria es un circuito de carreras de Argentina. Está ubicado en la ciudad de Marcos Juárez, en la Provincia de Córdoba y tiene 2250 metros de cuerda.
El autódromo fue inaugurado el 27 de noviembre de 1976 por el Marcos Juárez Motor Club.
Se corre en sentido horario y tiene dos variantes: el circuito n°1, de 1650 metros de cuerda y el circuito n°2, con 2250 metros de recorrido.